# 표영준
표영준(1954년 11월 27일 ~ )은 대한민국의 KBS 아나운서였다.

## 학력
- 성남고등학교 졸업
- 건국대학교 지리학과 학사
- 건국대학교 ROTC 15기 출신
- 동국대학교 언론정보대학원 석사

## 경력
- 1979년 : KBS 6기 공채 아나운서
- 1979년 : KBS강릉방송국 아나운서
- 1980년 : KBS속초방송국 아나운서
- 1991년 : KBS춘천방송총국 아나운서
- 1992년 : KBS춘천방송총국 아나운서 부장
- 1993년 ~ 2002년 : KBS 아나운서실 현업총괄부 차장
- 1998년 : 한국아나운서연합회 감사
- 2002년 ~ 2003년 : KBS 아나운서실 현업총괄 부주간
- 2003년 ~ 2004년 : KBS 아나운서실 실장 직무대리
- 2004년 ~ 2013년 : KBS 아나운서실 팀장

## 스포츠 캐스터 경력
- 아마추어/프로농구 중계
- 아마추어/프로야구 중계
- KBS N 스포츠 프리랜서 캐스터 (야구,배구) 중계 캐스터
- 2016년 10월 TV조선 조선일보 춘천 마라톤 캐스터
- skySports 육상 경기 캐스터

## TV 방송
- 스포츠 중계(야구)
- 《KBS 영상실록 내레이션》
- KBS 1TV 《아침마당》 (임시진행)[1]
- KBS 1TV 《6시 내고향》 (임시진행)[2]
- KBS 2TV 《공개수배 사건 25시》(1999.07.14 ~ 07.21) (임시진행)[3]
- 1997년 : KBS 1TV 《KBS 낮 뉴스》
- 1997년 : 《KBS 바둑왕전 제17기 시상식》(1999.02.23)[4]
- 2010년 : 《르포 아름다운 귀촌》 내레이션

## 라디오 방송
- 2012년 10월 ~ 2013년 : KBS 제1라디오 《KBS 제1라디오 뉴스 (1100)》
- 2012년 10월 ~ 2013년 : KBS 제1라디오 《KBS 제1라디오 정오종합뉴스》

## 수상
- 2011년 대한민국 아나운서대상 스포츠캐스터상

1. ↑  이상벽 방송인 대신 임시로 진행함
2. ↑  박용호 전 아나운서 출신(방송인) 대신 임시로 진행함
3. ↑  박선규 전 기자의 파업 여파로 인한 임시 진행
4. ↑  17기 속기전의 우승자 이창호 九단, 준우승자 정수현 九단